# Коручка Таллоші
Коручка Таллоші (Epipactis tallosii) — вид рослин із родини зозулинцевих (Orchidaceae), зростає в Центральній Європі.

## Біоморфологічна характеристика

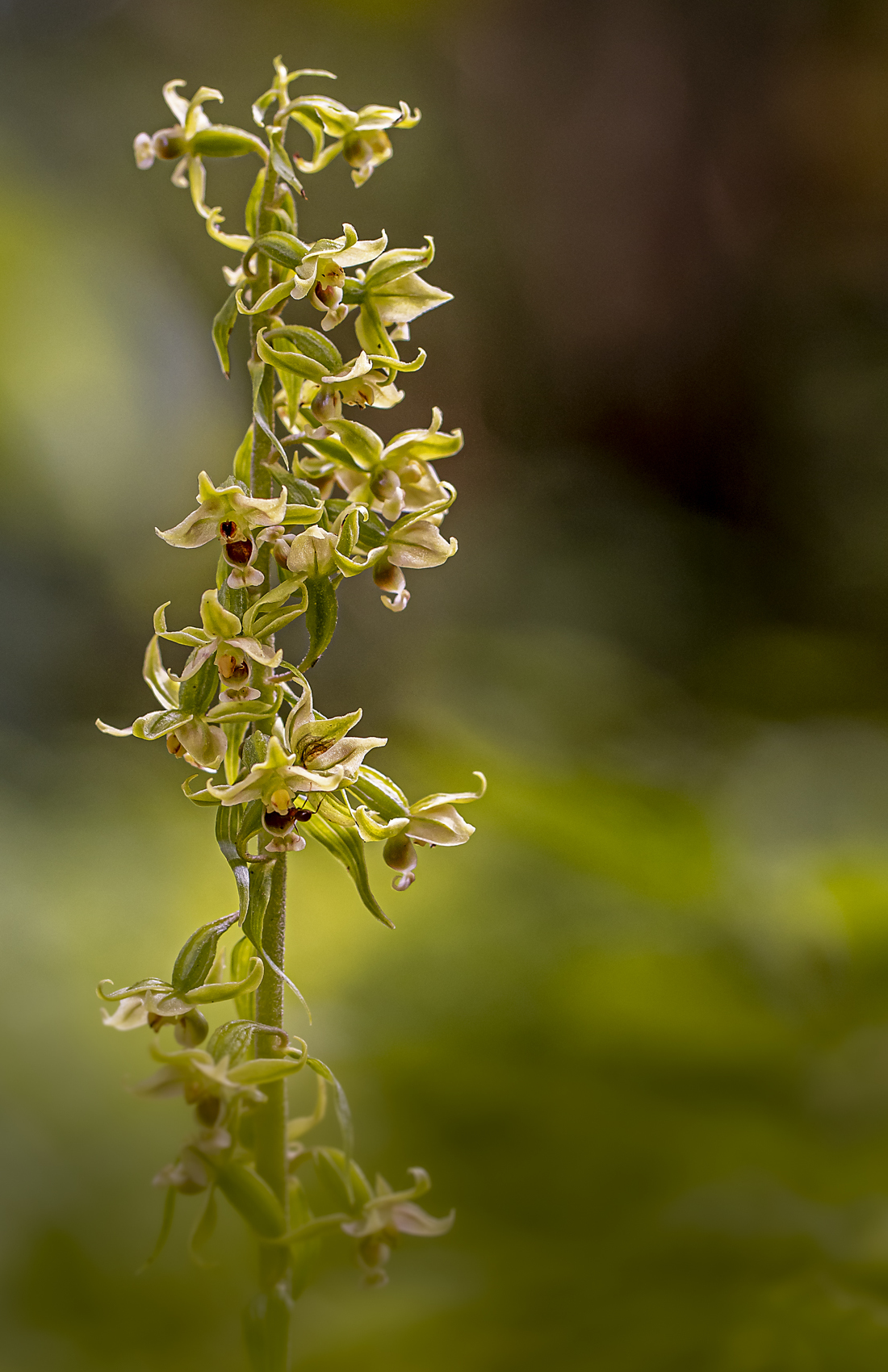

Має висоту (14)20–40 см. Стебло досить тонке й часто злегка зигзагоподібне. Є (2)3–5(7) загострених, від яйцюватих до ланцетних листків. Суцвіття містять (6)12–25(36) квіток. Приквітки вузьколанцетні, найнижчі (часто значно) довші за квітку, ± горизонтальні. Квітки злегка пониклі. Чашолистки світло-зелені, іноді злегка коричневі зовні. Губа трохи коротша за інші пелюстки, передня частина губи (епіхіл) зазвичай більш-менш овальна за обрисом, біла, рідше рожева з базальними зеленими горбками. Задня частина губи (гіпохіл) з внутрішньої сторони зелена, а вхід до неї дуже вузький. Плід — коробочка.
Період цвітіння: липень і серпень.
Epipactis tallosii — мінливий вид. Як і справедливо для більшості автогамних видів, розмір рослин може бути дуже різним, текстура, положення та складчастість листя також змінюються залежно від кількості світла та вологи.

## Середовище проживання
Зростає в Італії, Угорщині, Чехії, Словаччині, Україні.
Вид часто росте в тополевих насадженнях, населяє низинні змішані рідколісся, часто на вологих кислих субстратах, росте в тіні, типовими місцями проживання є м'які або тверді заплавні ліси.
В Україні росте на заході Закарпатської області. У ЧКУ має статус «зникаючий».

## Загрози й охорона
Загрозою є втрата середовища існування, викликаної знищенням лісів, вирубкою старих дерев, неналежним поводженням з лісами, будівництвом лісових доріг та дренажем високих ґрунтових вод. Загрозами також є урбанізація, туризм, рекреаційна діяльність.
Усі орхідеї включені до Додатку B Конвенції про міжнародну торгівлю видами дикої фауни та флори, що перебувають під загрозою зникнення (CITES). Рослина внесена до Червоних списків Чехії (статус CR) й Угорщини (статус NT). 

## Етимологія
Вид названо на честь угорського ботаніка Пала Таллоса.